# 1973 Colocolo
1973 Colocolo è un asteroide della fascia principale. Scoperto nel 1968, presenta un'orbita caratterizzata da un semiasse maggiore pari a 3,1864197 UA e da un'eccentricità di 0,0799540, inclinata di 10,59568° rispetto all'eclittica.
L'asteroide è dedicato all'omonimo capo Mapuche.